# Landkommissær (1679-1693)
 For alternative betydninger, se Landkommissær. (Se også artikler, som begynder med Landkommissær)
Denne side handler om landkommissærer i perioden 1679-1693. For brugen af titlen i perioden 1638-1658, se landkommissær (1638-1658).
En landkommissær var i perioden 1679-1693 i Danmark og Norge en embedsmand som kontrollerede skatte- og toldindtægter. De hørte under Rentekammeret og førte tilsyn med amtsskrivererne og tolderne. Der var 5 landkommissærer i Danmark og 2 landkommissærer i Norge som hver dækkede et bestemt område.